# 西丸雄也
西丸 雄也（にしまる かつや）は、日本の医師(内科学専門)、医学者。熊本県出身。

## 経歴
熊本県立玉名高等学校、九州大学医学部卒業。九州大学大学院医学研究科修了。医学博士号を取得した。
1965年九州大学医学部助手、1971年講師を経て、1973年に福岡大学医学部助教授となる。その後、教授となった。